# مایکل سوزا دا سیلوا
مایکل سوزا دا سیلوا (به پرتغالی: Michel Souza da Silva) مهاجم اهل برزیل است که در شهر ریودو ژانیرو و در تاریخ ۲۲ اوت ۱۹۸۶ به دنیا آمده‌است.
مایکل سوزا دا سیلوا در تیم‌های فوتبال Penafiel سابقهٔ حضور دارد.